# ゲーマーズ・ガーディアン・フェアリーズ
ゲーマーズ・ガーディアン・フェアリーズ (Gamers Guardian Fairies) はゲーマーズを守護する仮想上の妖精達、およびその声優ユニット。また、それを題材とした愁☆一樹による漫画。いずれも略称は「G.G.F.」（じー・じー・えふ）。ただし、活字では「G.G.F.」だが、ロゴマークなどでは通常「G.G.F」（最後のピリオドが無い）。

## 概要
各妖精は、日本各地に散らばるブロッコリーの直営店ゲーマーズをそれぞれ守護しており、総勢19人。全ての妖精が守護対象の店舗を持っているが、設定上の店舗が統廃合や閉鎖によって現在は消滅しているケースがある。
事実上全ての妖精に、オーディションにて選ばれた声優が割り当てられ声優ユニットを形成していたが、卒業する声優が相次ぎ、2006年3月18日の「G.G.F.卒業コンサート」をもって解散となった。解散時のメンバーは5名。解散後も各店舗の紹介ページ上部にはその店舗を守護するフェアリーが表示されていたが、2008年7月中旬には既にフェアリーがでじこに差し替えられており、G.G.F.の名残がゲーマーズHPから完全に消滅したことが確認されている。

## 声優ユニット「G.G.F.」所属メンバー
- 井口裕香[3]
- 近藤佳奈子[4]
- 中山恵里奈[4]
- 阿澄佳奈
- 亀岡真美

（以下は以前に卒業したメンバー）
- 後藤沙緒里[3]
- 杉本紗貴子[4]
- 角亜衣子[5]
- 竹中愛子[3]
- 門田幸子[4]
- ナカニシマミ[3]
- 廣田詩夢[4]

## 作品としての「G.G.F.」
デ・ジ・キャラットが秋葉原に降り立つ2年前。うさだヒカルが12歳の時、ゲーマーズは売り上げは急激に落ち込み、かつてない危機を迎えていた。うさだはその頃からゲーマーズの手伝いをしていたが、売り上げの落ちた店舗を前に、何も出来ずにいた。
そんなある日、一人で店番をしていたうさだの前に、衰弱した一人の妖精が現れる。身長20～30cmの小さな少女は、傷付いた羽でふらふらと店に飛びこんできた。

その妖精・サファイアの頼みにより、うさだは力を失った妖精達「G.G.F.（ゲーマーズ・ガーディアン・フェアリーズ）」を全員集め、その力を再び目覚めさせてゆくことになる。そして次第に、妖精達の狙われた故郷「エターティア」を守る為の戦いに巻き込まれてゆく。
2002年5月から「月刊コミック電撃大王」（メディアワークス）にてコミカライズ版が連載された。作画は愁☆一樹。全14話の連載が行われたが、コミックスとしては発刊されていない。また、キャラクターデザインを担当した早瀬あきらによるこの作品のおまけ4コマ漫画も存在する。

無料配布情報誌「フロムゲーマーズ」（2003-2004）、「ぶろこみ」（2005）ではゲーマーズを守護するフェアリーズの日常などを描いたイラストストーリー『ちっちゃな妖精のちいさなおはなし』が掲載された。文は杉本紗貴子、絵は早瀬あきら。

## みにふぇあ
『みにふぇあ』は、日本各地のゲーマーズを守護する役目を果たしているガーディアン・フェアリーズ達がうさだに出会う前の、過去の話である。
エターティアの端にある妖精達が住む国には「ガーディアン・アカデミー」という全寮制の妖精学校があり、そこでは多くの妖精達が自分のオーブの力を発揮できるように毎日修行をしている。

後にG.G.F.となる妖精達も、かつてその学校で勉強や修行をしていた。魔法力が強く、尚且つ自らのオーブの能力を充分に引き出すことができるガーディアン・フェアリーと呼ばれる存在となる為に、彼女達は鍛錬を怠ることなく日々を送る。
公式サイトには文を杉本紗貴子、絵を早瀬あきらが担当したイラストストーリーが掲載された。

また、小説版が2巻まで発刊されている。文は菜の花すみれ、挿絵は早瀬あきら。2巻のみ、ドラマCD付属の限定版がある。

## キャラクター

### G.G.F.（ゲーマーズ・ガーディアン・フェアリーズ）
ルビー
声：真田アサミ
本店・ガチャ美少女館（漫画版連載当時は本店）を守護。オーブは“勇気”のルビー。アカデミー学年は中級生。サファイアの姉で、妹思い。アカデミー時代は優等生だった。『G.G.F.』では妖精達のリーダー的存在で、うさだに今のコスチュームと聖魔封剣を与えた。アビリティは炎。
サファイア
声：井口裕香
姉と二人で本店・ガチャ美少女館（漫画版連載当時は秋葉原駅前店）を守護。オーブは“誠実”のサファイア。アカデミー学年は下級生。ルビーの妹で、姉思い。頑張り屋で真面目な努力家。アカデミー時代はルームメイトの先輩・琥珀に憧れていた。背中に羽があるが、それを使って飛んでいるところは見られない。『G.G.F.』では最初にうさだに助けを求め、その後は姉と共にいつもうさだの傍にいた。アビリティは風。
アレキサンドライト
声：近藤佳奈子
池袋本店（漫画版連載当時は池袋店）を守護。オーブは“高貴”のアレキサンドライト。アカデミー学年は上級生。通称アレク。男装の麗人で女ったらし。しかしオーブのように二面性を持ち、たまに可愛らしい女の子になるらしい。翡翠・さんご・ラピスの憧れの人で、アカデミー時代はとても人気があった。また、琥珀とサファイアとはルームメイトだった。『G.G.F.』では等身大サイズになることができ、頻繁に等身大になってはうさだに迫る。剣の達人らしく、剣を持って勇ましく戦う。2006年1月に池袋本店は閉店したが、後述のペリドットのように守護する店舗が変わるのかは発表されていない。
菫（すみれ）
声：門脇舞
新宿店を守護。オーブは“芯の強さ”の菫青石（アイオライト）。アカデミー学年は中級生。とっても元気なおしゃまさん。ほんわか明るいムードメーカーだが、おおっぴらに嫉妬する。本当に無邪気なのかは疑問が残る。『G.G.F.』では巨大ペロペロキャンディーに乗って空を飛ぶという設定がある。
ダイアナ
声：竹中愛子
立川店を守護。オーブは“不屈”のダイヤモンド。アカデミー学年は中級生。天真爛漫で人見知りしない性格なので、誰とでも打ち解けることができる。アカデミー時代はオニキスの後をついて回るのが好きだったが、『G.G.F.』では「他の全員とは仲が良いのにオニキスだけは苦手な存在」という設定になっている。物を覚えるのが苦手で、かなりの天然ボケ。背中には天使の羽がついている。アビリティは回復。
オニキス
声：後藤沙緒里
町田店を守護。オーブは“神秘的”のブラックオニキス。アカデミー学年は中級生。無口・無表情でとっつきにくいが頼りになる存在。周囲には常に神秘的に思われているが、実はかなりのロマンチスト。アカデミー時代は一方的にダイアナに追い回されていたが、何だかんだで仲は良かった。『G.G.F.』では「いつもクールなのにダイアナにだけは調子が狂う」という設定となっている。背中には悪魔の羽がついている。武器の鎌は死神の鎌より切れ味が良いらしい。
真珠（しんじゅ）
声：後藤沙緒里
札幌店を守護。オーブは“清らか”の真珠。アカデミー学年は下級生。ぼんやりさんで、『みにふぇあ』では甘えん坊、『G.G.F.』では大人しくて臆病な性格という設定。アカデミー時代は肝心な時にドジってしまい、自分の力も上手くコントロールできなかったが、潜在的な能力はとてつもなく大きかった。またルームメイトのセレスに憧れていて、セレスが大好きだった。『G.G.F.』では持っている大きなフキの葉に掴まって浮く事が出来るという設定がある。札幌だからかコロポックルのようなデザインである。耳は尖っている。
ざくろ
声：廣田詩夢
仙台店を守護。オーブは“優雅”のガーネット。アカデミー学年は下級生。おっとりしたお嬢様だが、秀才で真面目で頑固。運動オンチだが耐久力はある。大切なところで適切な助言をしてくれる。カモノハシのような謎の生物・ずぅもくんを連れている。
翡翠（ひすい）
声：廣田詩夢
横浜店を守護。オーブは“健康”の翡翠。アカデミー学年は下級生。ミーハーで、今も昔もアレクの大ファン。勘がとても冴え、何でも器用にこなせる。アカデミー時代の適性テストの時にオーブがドラゴンに変化した為、それからいつもドラゴンをペットとして連れている。また、そのドラゴンは巨大化できる。
ペリドット
声：真田アサミ→井口裕香
長野店を守護、長野店閉店後はららぽーと船橋店を守護。オーブは“希望”のペリドット。アカデミー学年は候補生。真珠と同じくらいぼんやりさんで、花があれば幸せ。いつも大きな花を持っており、また花を召喚できる。アカデミー時代は上級生によく懐いていた。背中には妖精の羽がついており、真珠と同じく耳が尖っている。
ねこめ
声：中山恵里奈
名古屋店を守護。オーブは“自由”のキャッツアイ。アカデミー学年は下級生。猫耳と猫尻尾が生えており、語尾に「～みゃ」がつく。飛び猫という生物といつも一緒にいる。すばしっこく、一箇所でじっとしていられない性格で、縛られるのを嫌う。アカデミー時代のフェアフィスでは真珠と藍の二人と共闘した。『G.G.F.』では猫に変身できるという設定がある。アビリティは素早さの上昇。うさだはねこめの力を使うとウサ耳がネコ耳になる。
さんご
声：杉本紗貴子
京都店を守護。オーブは“幸運”の珊瑚。アカデミー学年は中級生。京都弁の和風美人。控えめで大人しくおしとやかだが芯が強く、一度怒らせると大変なことになる。アカデミー時代のフェアフィスではシトリンとラピスの二人と共闘した。蛍とは仲が良い。アレクが好き。『G.G.F.』では薙刀で戦う。
スピネル
声：サエキトモ
なんば店を守護。オーブは“強い意志”のスピネル。アカデミー学年は中級生。気が強く、気まぐれで自分ルールの持ち主。お喋りと噂話が大好き。大阪弁で話す。ある理由で金に人一倍執着している。アビリティはシールド。
藍（あい）
声：門田幸子
神戸三宮店を守護。オーブは“勇敢”のアクアマリン。アカデミー学年は下級生。一人称は「ボク」。外見・中身共にボーイッシュで行動的。いつも全力投球・猪突猛進であり、そのせいでたまに突っ走りすぎて失敗する。お祭りが好き。アカデミー時代のフェアフィスでは真珠とねこめの二人と共闘した。イルカやカモメなどを呼び出して、その背に乗せてもらうことが出来る。アビリティは水。
蛍（ほたる）
声：角亜衣子
岡山店を守護。オーブは“浄化”のフローライト。アカデミー学年は中級生。元気でおてんば、好奇心旺盛で首突っ込みたがりなチャキチャキ娘で、突っ走りタイプのトラブルメイカー。アカデミー時代は仲の良いさんごにいつも暴走を止められていた。『G.G.F.』ではおっとり屋のさんごを引っ張る役割という設定になっている。風車を持っているが、武器は百発百中の苦無（くない）。アビリティは浄化。
シトリン
声：ナカニシマミ
博多店・でじこや天神店（漫画版連載当時は博多店）を守護。オーブは“友愛”のシトリン。アカデミー学年は上級生。お嬢様口調で気位が高く、自信家。それ故にちょっと我侭で、注目される事を生きがいとするナルシストでもある。よく高笑いする。アカデミー時代のフェアフィスではラピスとさんごの二人と共闘した。魔法の絨毯に乗って空を飛べる。雨が嫌い。『G.G.F.』での武器は半月刀。
ラピス
声：新谷良子
金沢店を守護。オーブは“真実”のラピス・ラズリ。アカデミー学年は下級生。高飛車でツンツンした性格。うさだの事を最初はとても警戒していた。計算して動くタイプで、悪知恵が働き、少々意地悪だが、意地っ張りで素直になれない一面もある。アカデミー時代は真珠達と友達になりたかったが、プライドが邪魔して言い出せなかった。しかしフェアフィスの後で少し打ち解ける。フェアフィスではシトリンとさんごの二人と共闘した。フェアフィス終了時にふとしたきっかけでアレクに一目惚れし、翡翠の良いライバルになる。本当にアレクが大好きで、『G.G.F.』では真っ先にアレクのオーブを見つけて守っていた。アビリティは雷。ステッキから自在に雷を落とせる。
琥珀（こはく）
声：近藤佳奈子
大宮店を守護。オーブは琥珀。蛍に続いて後から追加されたフェアリーで、『G.G.F.』の物語には登場していない。また、オーブの意味も不明のままである。アカデミー学年は上級生。柳のようにのらりくらりとした性格で、どんな出来事ものらりくらりとかわせる。甘い雰囲気と美貌の持ち主でとても優しく、アカデミー時代はファンがとても沢山いた。サファイアとアレクとはルームメイトで、サファイアの憧れの先輩だった。セレスといつも一緒にいた為、『飴（琥珀）と鞭（セレス）のヴィーナスコンビ』と呼ばれていた。
セレス
声：門田幸子
梅田店を守護。オーブはセレスタイト。琥珀と共に後から追加されたフェアリーで、『G.G.F.』の物語には登場していない。オーブの意味も不明である。アカデミー学年は上級生。きりっとしたストイックな美人で、凛としたしっかり者だが、突発的な事故や予想外の出来事に弱い。アカデミー時代はいつも琥珀と共に行動しており、揃って下級生達の憧れの的だった。また実は面倒見が良い姐御肌で、真珠にとってはルームメイト兼良き先輩であり、常に厳しく優しく面倒を見ていたので真珠にとても懐かれていた。セレス自身も真珠がいつの間にか大好きになっていたらしく、真珠にだけは弱かった。

### その他
うさだヒカル
G.G.F.の物語当時は12歳。ゲーマーズで働いていたが売り上げが落ち、悩んでいたところにサファイアが現れる。その後、ゲーマーズを救う為にもフェアリーズ達を集めるのに力を貸すが、次第にエターティアを守る戦いに巻き込まれていってしまう。素直で努力家でしっかり者の優しい少女で、フェアリーズ達から絶大な信頼を寄せられている。なお、この頃は高飛車なところは無かった。現在デフォルトになっているコスチュームとウサ耳は、この時にルビーによって変身させられたもの（うさだが心の奥底で望んでいた格好を具現化させた）であり、当初はそれを恥ずかしがっていた。武器は聖魔封剣（デ・ジ・キャラット ファンタジーのカインの剣と同じ名前）。エターティアを守った後は年に一度フェアリーズ達を全員集めてささやかなパーティーのようなものを開いている。

#### 漫画版に登場するキャラクター
カイン
うさだの前に突如現れた謎の少年。その正体はエターティアから来た少年で、四天王より先にG.O.を手にする事で“邪神”復活を防ごうとしていた。妹のセシルを守る事を役目のように感じている。剣が上手い。うさだとは出逢った時は悪印象だったが、後に打ち解け、最後は共に協力し戦う。『デ・ジ・キャラットファンタジー』のカインとはパラレルワールドの関係と思われる。
セシル
カインの妹。病弱だが怪力の持ち主。“邪神”に身体を乗っ取られる。『デ・ジ・キャラットファンタジー』のセシルとはパラレルワールドの関係と思われる。
四天王
G.O.（ガーディアン・オーブ）の力を使って、自分達が崇める“邪神”を復活させようと目論む4人。エターティア出身で、外見は『デ・ジ・キャラットファンタジー』の鈴に似ているが、鈴と同じ封印の一族であるかどうかは不明。目論みが失敗した後は、人間として人間界で暮らしていく。
コバルト
四天王の一人で、リーダー的存在。優しげだが、腹の底では何を考えているか分からない。事件後は神父として暮らしている。
ゴールド
四天王の一人。シルバーの兄。熱血単純タイプで、すぐに突っ走ろうとする。よくプラチナと一緒にいる。
シルバー
四天王の一人。ゴールドの弟で、眼鏡をかけている。
プラチナ
四天王の一人で、紅一点。忍者のような外見の少女。4人の中では一番幼いが最も行動的であり、G.O.を集める役割を担っている他、聖魔封剣を手にする。ゴールドとよく行動を共にしている。

## CD
- Go!Go!Fairies!!（2002年10月27日）
- Fairies' Day Off!!（2002年12月29日）
- Rainbow☆ドリーム（2003年6月6日）

## 備考

### CROSS WORLDとの関係
ゲーム『CROSS WORLD -見知らぬ空のエターティア-』の舞台は、G.G.F.の故郷でもあるエターティアである。G.G.F.の世界とはパラレルの関係ではあるが、琥珀・オニキス・真珠・アレキサンドライト・ねこめ・藍・翡翠は、クロスワールドのヒロインのパティー・レン・月歌にお供として付いている。